# Sixun
Sixun (prononcer /siksœn/) est un groupe de jazz fusion français. Il est considéré par certains spécialistes comme une référence française dans ce genre musical.

## Historique
Le groupe se forme en automne  1984 lors d'une jam session,, à la suite de rencontres faites au CIM. Le nom du groupe est composé de six et de un et se prononce donc Sik-söhn. Cela fait référence aux six membres du groupe, originaires du monde entier, qui jouent ensemble comme un seul groupe. La formation de base Paco Séry (batterie, percussions), Jean-Pierre Como (clavier), Alain Debiossat (saxophone), Louis Winsberg (guitare) et Michel Alibo (basse) reste inchangée au fil des années, mais les percussionnistes ont régulièrement changé.
En 1990, Sixun sort l'album  L'Eau de Là. Jean-Pierre Como y rend hommage à Joe Zawinul de Weather Report qui est une des influences majeures du groupe. Enregistré au Studio Plus Trente, l'album fait connaître le groupe auprès du public.
Sixun se sépare en 1998 après son neuvième album (Nouvelle Vague).
En 2005, le groupe se reforme et reprend ses activités musicales (album et concerts).
La réception critique de l'album Palabre (2008) est bonne.
En septembre 2022 Sixun annonce la sortie de son nouvel album Unixsity en octobre,,. L’œuvre est bien accueillie par la critique.
Avec environ 20 000 albums vendus pour chaque disque, Sixun fait partie des formations européennes de fusion les plus prospères.
Sixun est lauréat du Grand Prix du Jazz SACEM en 2023,.

## Musique
Ces musiciens, d’origine variées, ont également des projets solo et apportent leurs différentes spécialités musicales au groupe. Le groupe est parfois considéré comme la version européenne du Weather Report de Joe Zawinul, notamment en regard de l'instrumentation proposée par Sixun, autant que du style des musiciens,. En raison de la composition avec batterie et percussions ainsi que du jeu de basse souvent percussif de Michel Alibo, la musique semble généralement très syncopée. Les patterns sous-jacents sont parfois constitués de polyrythmies complexes. On reconnaît clairement les influences des origines musicales des membres du groupe, notamment africaines et caribéennes.
En outre, les musiciens de Sixun intègrent régulièrement des chants syllabiques sans paroles, ce qui contribue à donner au groupe une identité musicale particulière.

## Tournée
Le groupe a réalisé différentes tournées, en France,, et un peu partout dans le monde,.
En 1994, les membres du groupe s’installent à Brooklyn pendant 6 mois. Ils font de nombreuses rencontres, se produisent sur scène et enregistrent Lunatic Taxi, qui paraîtra en 1995,.

## Membres

### Membres actuels
- Jean-Pierre Como — claviers, piano
- Alain Debiossat — saxophones, flûte
- Louis Winsberg — guitare
- Michel Alibo — basse
- Paco Séry — batterie, percussions
- Stéphane Edouard — percussions (depuis 2005)

### Anciens membres
- Abdou Mboup — percussions (1984—1985, quelques concerts des débuts)
- Idrissa Diop — percussions (1985—1988)
- Jaco Largent — percussions (1988—1995)
- Arnaud Frank — percussions (1995—1998)
- Manolo Badrena — percussions (1998, un album)
- Nanda Kumar — percussions (1998—2005)

## Discographie
- 1985 : Nuit Blanche (Open)
- 1987 : Pygmées (Open)
- 1988 : Explore (Open/Bleu Citron)
- 1989 : Live (Bleu Citron)
- 1990 : L'Eau de Là (Verve Records) Invités : Ali Wague (flûte), Assist An Dembele (voix), Sally Nyolo (voix), Lokua Kanza (voix)[25].
- 1993 : Nomad's Land (PolyGram Jazz/EmArcy)
- 1995 : Lunatic Taxi (Verve Records)
- 1998 : Nouvelle Vague (Birdology/Dreyfus Jazz)
- 2006 : Sixun fête ses 20 ans : Live à La Cigale, double album + DVD (Futur Acoustic)
- 2008 : Palabre (Futur Acoustic)
- 2009 : Live in Marciac, avec DVD (Futur Acoustic)
- 2022 : Unixsity (Dreyfus Jazz)

### Compilations
- 1995 : Flashback (Verve Records)
- 2024 : Best of Sixun (Dreyfus Jazz)